# Vovkivka, Novi Sanjarî
Vovkivka (în ucraineană Вовківка) este un sat în comuna Drabînivka din raionul Novi Sanjarî, regiunea Poltava, Ucraina.

## Demografie
Componența lingvistică a localității Vovkivka
     Ucraineană (95,18%)
     Rusă (4,22%)
     Alte limbi (0,6%)
Conform recensământului din 2001, majoritatea populației localității Vovkivka era vorbitoare de ucraineană (95,18%), existând în minoritate și vorbitori de rusă (4,22%).